# 8571 Taniguchi
8571 Taniguchi este un asteroid din centura principală de asteroizi.

## Descriere
8571 Taniguchi este un asteroid din centura principală de asteroizi. A fost descoperit pe 20 octombrie 1996 la Ōizumi de Takao Kobayashi. El prezintă o orbită caracterizată de o semiaxă mare de 2,85 ua, o excentricitate de 0,07 și o înclinație de 1,0° în raport cu ecliptica.